# Fujiwara no Tadazane
Fujiwara no Tadazane (jap. 藤原 忠実; * 1078; † 1162) war ein japanischer Regent des frühen 12. Jahrhunderts aus der einflussreichen Familie der Fujiwara.
Er fungierte von 1105 bis 1121 als Regent (Sesshō oder Kampaku) für drei japanische Kaiser:
- 1105–1107 Kampaku für Kaiser Horikawa.
- 1107–1113 Sesshō für Kaiser Toba.
- 1113–1121 Kampaku für Kaiser Toba.

Er war Enkel von Fujiwara no Morozane.
Er baute 1114 eine Villa, Fukedono, nördlich des Byōdō-in-Tempels.
Sein ältester Sohn Fujiwara no Tadamichi war sein Nachfolger als Regent und einer der Hauptakteure bei der Hōgen-Rebellion von 1156. Zu seinem viel jüngeren Bruder Fujiwara no Yorinaga hatte dieser ein sehr gespanntes Verhältnis.
| Personendaten    | Personendaten         |
| ---------------- | --------------------- |
| NAME             | Tadazane, Fujiwara no |
| ALTERNATIVNAMEN  | 藤原 忠実 (japanisch) |
| KURZBESCHREIBUNG | japanischer Regent    |
| GEBURTSDATUM     | 1078                  |
| STERBEDATUM      | 1162                  |